# Pihlajasaari (ö i Södra Österbotten, Järviseutu, lat 63,09, long 23,67)
Pihlajasaari är en ö i Finland. Den ligger i sjön Lappajärvi sjö och i kommunen Lappajärvi i den ekonomiska regionen  Järviseutu ekonomiska region  och landskapet Södra Österbotten, i den centrala delen av landet, 300 km norr om huvudstaden Helsingfors. Öns area är 3,9 hektar och dess största längd är 350 meter i nord-sydlig riktning.